# 汤匙华哲水蚤
汤匙华哲水蚤（学名：[Sinocalanus dorrii] 错误：{{Lang}}：文本有斜体标记（帮助））为胸刺水蚤科华哲水蚤属的动物，是中国的特有物种。分布于福建、江西、湖南、湖北、浙江、江苏、上海、安徽、山东、河北、北京、天津、内蒙古等地，其生活环境为淡水，主要栖息于亚热带和温带的湖泊、池塘和河流中。